# Marcel-Auguste Riand
Marcel-Auguste Riand, francoski general, * 1890, † 1965.